# Section transversale

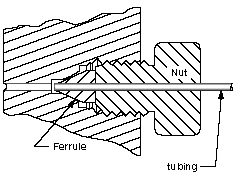
une vue en coupe d’un joint à compression

En géométrie et en science, une section transversale est l'intersection non vide d'un corps solide dans un espace tridimensionnel avec un plan, ou l'analogue dans des espaces de dimension supérieure. Couper un objet en tranches crée de nombreuses sections transversales parallèles. La limite d'une section transversale dans un espace tridimensionnel parallèle à deux des axes, c'est-à-dire parallèle au plan déterminé par ces axes, est parfois appelée isoplèthe ; par exemple, si un plan coupe les montagnes d'une carte en relief parallèle au sol, le résultat est une ligne de contour dans un espace bidimensionnel montrant des points à la surface des montagnes d'égale élévation (courbe de niveau).
En dessin technique, une coupe transversale, étant une projection (en) d'un objet sur un plan qui le coupe, est un outil couramment utilisé pour représenter la disposition interne d'un objet tridimensionnel en deux dimensions. Il est traditionnellement hachuré, le style de hachures indiquant souvent les types de matériaux utilisés.
Avec la tomodensitométrie axiale, les ordinateurs peuvent construire des coupes transversales à partir de données radiographiques.

## Définition
Si un plan coupe un solide (un objet tridimensionnel), alors la région commune au plan et au solide est appelée section transversale du solide. un plan contenant une section transversale du solide peut être appelé plan de coupe.
La forme de la section transversale d'un solide peut dépendre de l'orientation du plan de coupe par rapport au solide. Par exemple, alors que toutes les sections transversales d'une sphère sont des disques, les sections transversales d'un cube dépendent de la façon dont le plan de coupe est lié au cube. Si le plan de coupe est perpendiculaire à une ligne joignant les centres de deux faces opposées du cube, la section transversale sera un carré, cependant, si le plan de coupe est perpendiculaire à une diagonale du cube joignant des sommets opposés, la section transversale peut être un point, un triangle ou un hexagone.

### Section plane
un concept connexe est celui de section plane, qui est la courbe d'intersection d'un plan avec une surface. Ainsi, une section plane est la limite d’une section transversale d’un solide dans un plan de coupe.
Si une surface dans un espace tridimensionnel est définie par une fonction de deux variables, c'est-à-dire z = f(x, y), les sections planes par des plans de coupe parallèles à un plan de coordonnées (un plan déterminé par deux axes de coordonnées ) sont appelées « courbes de niveau » ou « isolignes . Plus précisément, les plans de coupe avec des équations de la forme z = k (plans parallèles au plan xy ) produisent des sections planes qui sont souvent appelées « contour lines » dans les domaines d'application.

## Exemples mathématiques de sections transversales et de sections planes

Les régions colorées sont des coupes transversales du cône solide. Leurs limites (en noir) sont les sections planes nommées.

Coupe transversale d'un cylindre solide

une section transversale d'un polyèdre est un polygone.
Les sections coniques – cercles, ellipses, paraboles et hyperboles – sont des sections planes d'un cône avec les plans coupants à différents angles, comme le montre le diagramme de gauche.
Toute section transversale passant par le centre d'un ellipsoïde forme une région elliptique, tandis que les sections planes correspondantes sont des ellipses à sa surface. Ceux-ci dégénèrent respectivement en disques et en cercles lorsque les plans de coupe sont perpendiculaires à un axe de symétrie. De manière plus générale, les sections planes d'une quadrique sont des sections coniques.
une section transversale d'un cylindre circulaire droit solide s'étendant entre deux bases est un disque si la section transversale est parallèle à la base du cylindre, ou une région elliptique (voir schéma à droite) si elle n'est ni parallèle ni perpendiculaire à la base. Si le plan de coupe est perpendiculaire à la base, il consiste en un rectangle (non représenté) sauf s'il est juste tangent au cylindre, auquel cas il s'agit d'un segment de droite unique.
Le terme cylindre peut également désigner la surface latérale d'un cylindre solide (voir cylindre (géométrie) ). Si un cylindre est utilisé dans ce sens, le paragraphe ci-dessus se lirait comme suit : une section plane d'un cylindre circulaire droit de longueur finie  est un cercle si le plan de coupe est perpendiculaire à l'axe de symétrie du cylindre, ou une ellipse. s'il n'est ni parallèle ni perpendiculaire à cet axe. Si le plan de coupe est parallèle à l'axe, la section plane est constituée d'une paire de segments de droite parallèles, sauf si le plan de coupe est tangent au cylindre, auquel cas la section plane est un segment de droite unique.

### Sujets connexes
une section plane d'une fonction de densité de probabilité de deux variables aléatoires dans laquelle le plan de coupe est à une valeur fixe de l'une des variables est une fonction de densité conditionnelle (en) de l'autre variable (conditionnelle à la valeur fixe définissant la section plane). Si au contraire la section plane est prise pour une valeur fixe de la densité, le résultat est un contour d'iso-densité. Pour la distribution normale, ces contours sont des ellipses.
En économie, une fonction de production f(x, y) spécifie la production qui peut être produite par diverses quantités x et y d'intrants, généralement du travail et du capital physique. La fonction de production d’une entreprise ou d’une société peut être tracée dans un espace tridimensionnel. Si une section plane est prise parallèlement au plan xy, le résultat est un isoquant montrant les diverses combinaisons d’utilisation du travail et du capital qui donneraient le niveau de production donné par la hauteur de la section plane. Alternativement, si une section plane de la fonction de production est prise à un niveau fixe de y, c'est-à-dire parallèle au plan xz, le résultat est alors un graphique bidimensionnel montrant la quantité de production qui peut être produite à chacune des différentes valeurs. d'utilisation x d'une entrée combinée avec la valeur fixe de l'autre entrée y .
Toujours en économie, une fonction d'utilité cardinale ou ordinale u(w, v) donne le degré de satisfaction d'un consommateur obtenu en consommant des quantités w et  v de deux biens. Si une section plane de la fonction d'utilité est prise à une hauteur donnée (niveau d'utilité), le résultat bidimensionnel est une courbe d'indifférence montrant diverses combinaisons alternatives de quantités consommées w et v des deux biens, qui donnent toutes le niveau spécifié. d'utilité.

## Superficie et volume
Le principe de Cavalieri stipule que les solides ayant des sections transversales correspondantes de surfaces égales ont des volumes égaux.
La zone transversale ( {\displaystyle A'} ) d'un objet vu sous un angle particulier est la surface totale de la projection orthographique de l'objet sous cet angle. Par exemple, un cylindre de hauteur h et de rayon r a {\displaystyle A'=\pi r^{2}} vu le long de son axe central, et {\displaystyle A'=2rh} vu dans une direction orthogonale. une sphère de rayon r a {\displaystyle A'=\pi r^{2}} vu sous n’importe quel angle. De manière plus générique, {\displaystyle A'} peut être calculé en évaluant l'intégrale de surface suivante :
{\displaystyle A'=\iint \limits _{\mathrm {top} }d\mathbf {A} \cdot \mathbf {\hat {r}} ,}
où {\displaystyle \mathbf {\hat {r}} } est le vecteur unitaire pointant dans la direction de visualisation vers le spectateur, {\displaystyle d\mathbf {A} } est un élément de surface avec une normale pointant vers l'extérieur, et l'intégrale est prise uniquement sur la surface la plus haute, la partie de la surface qui est « visible » du point de vue du spectateur. Pour un corps convexe, chaque rayon traversant l'objet du point de vue du spectateur ne traverse que deux surfaces. Pour de tels objets, l'intégrale peut être prise sur toute la surface ( {\displaystyle A} ) en prenant la valeur absolue de l'intégrande (afin que le "haut" et le "bas" de l'objet ne se soustraient pas, comme l'exigerait le théorème de divergence appliqué au champ vectoriel constant {\displaystyle \mathbf {\hat {r}} } ) et en divisant par deux :
{\displaystyle A'={\frac {1}{2}}\iint \limits _{A}|d\mathbf {A} \cdot \mathbf {\hat {r}} |}

## Dans des dimensions supérieures
Par analogie avec la section transversale d'un solide, la section transversale d'un corps n dimensions dans un espace n dimensions est l'intersection non vide du corps avec un hyperplan (un sous-espace dimensionnel (n − 1) ) . Ce concept a parfois été utilisé pour aider à visualiser des aspects d'espaces de dimensions supérieures. Par exemple, si un objet à quatre dimensions traversait notre espace tridimensionnel, nous verrions une coupe transversale tridimensionnelle de l’objet à quatre dimensions. En particulier, une 4-sphère (hypersphère) traversant un espace 3 apparaîtrait comme une 3-sphère dont la taille augmentait jusqu'à un maximum puis diminuait en taille pendant la transition. Cet objet dynamique (du point de vue de l'espace 3) est une séquence de sections transversales de la 4-sphère.

## Exemples en sciences

Vue schématique en coupe de l'intérieur de la Terre

Coupe transversale du mésencéphale au niveau du colliculus supérieur.

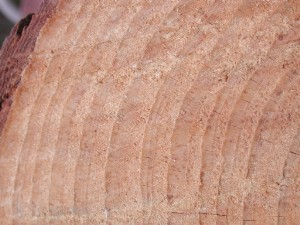
Coupe transversale de Pinus taeda montrant les cernes annuels, Cheraw, Caroline du Sud.

En géologie, la structure de l'intérieur d'une planète est souvent illustrée à l'aide d'un diagramme d'une coupe transversale de la planète qui passe par le centre de la planète, comme dans la coupe transversale de la Terre à droite.
Les coupes transversales sont souvent utilisées en anatomie pour illustrer la structure interne d'un organe, comme illustré à gauche.
Une coupe transversale d'un tronc d'arbre, comme illustré à gauche, révèle des anneaux de croissance qui peuvent être utilisés pour déterminer l'âge de l'arbre et les propriétés temporelles de son environnement.